# Football Club de Bressuire
Maillots
Dernière mise à jour : 13 décembre 2024.
Le Football Club de Bressuire est un club de football français fondé 1965 et basé à Bressuire dans le département des Deux-Sèvres. Il évolue actuellement en championnat Régional 1 de la Ligue de football de Nouvelle-Aquitaine.

## Histoire
Cette section ne s'appuie pas, ou pas assez, sur des sources secondaires ou tertiaires indépendantes du sujet. Le texte peut contenir des analyses inexactes ou inédites de sources primaires.
Pour l'améliorer, ajoutez-en, ou placez des modèles {{Source secondaire souhaitée}} ou {{Source secondaire nécessaire}} sur les passages mal sourcés. (septembre 2022)
Le FC Bressuire est créé le 7 mai 1965. Il nait de la fusion de 3 clubs de la ville : Le Réveil, La Concorde et L’Athlétic de Saint-Porchaire. Le premier président est Georges Goyaut et l'entraineur : Camille Ninel, ex-pro de Lyon et international.
Le club compte alors 100 licenciés et pour sa 1re année d'existence le club devient champion de Promotion de Ligue (Régional 3). 
Deux en plus tard, le FCB dispute sa première finale de coupe du Centre Ouest à Cerizay (Deux-Sèvres) contre le Stade Poitevin PEPP, en CFA (troisième division à l'époque), devant près de 3 000 personnes. Malheureusement, le club est défait sur le score de 2-0.
Le club, dispose également de bonnes équipes de jeunes. 
Lors de la saison 1972/73, les cadets du FCB accèdent aux 32èmes de finale de la coupe Gambardella à Bayonne (Pyrénées-Atlantiques) face à Toulouse. Malheureusement, là encore, c'est une défaite, 4 à 1.
L'équipe fanion évolue en Promotion de Ligue (Régional 3) du Centre-Ouest à la fin des années 1970 et lors de la saison 1980/81, elle retrouve la Promotion d'Honneur (Régional 2).
En 1982, c'est une 2e finale de coupe du Centre-Ouest à Brioux (Deux-Sèvres) contre l’ES La Rochelle qui s'offre au club. Malgré une défaite sur le score de 3-0, l’équipe monte en Division d'Honneur (Régional 1), plus haut niveau de la Ligue du Centre-Ouest de football.
Lors de la saison 83/84, les jeunes du club brillent à nouveau. Les cadets coachés, alors par Jean-Michel Hay accèdent au championnat National. Ils redescendront l’année suivante. Stéphane Gregoire, futur joueur prometteur, figurait dans l’effectif bressuirais.
Le Football Club bressuirais se modernise. 
En 1988, un club house, est construit.
En 1990, l'équipe juniors du FCB joue les 32èmes de finale de la coupe Gambardella à Bressuire contre le FC Nantes avec Pedros, Ouédec, Karembeu ou Capron comme adversaires. Cependant, c'est une défaite sans appel sur le score de 10-0.
En 1991, le FCB est vainqueur de la coupe Saboureau avec sa seconde équipe réserve contre Périgné 1-0. 
Cette même année, deux internationaux albanais profitent d’un match amical contre la France au Parc des Princes pour signer au FCB.
En 1995, les 30 ans du FCB sont dignement fêtés.  Michel Pitorin alors président du club, organise ces 30 ans du FC Bressuire avec toute son équipe dirigeante.
C'est aussi l'année de l'arrivée des frères Traoré à Bressuire.
En 1997, L'équipe réserve remporte la coupe des Deux-Sèvres en 1997 et 1999 à Parthenay respectivement contre Celles-Verrines (2-1) et Lezay (3-1).
Au début des 2000, le club est en perte de vitesse, l'équipe première est reléguée en DHR puis en Promotion d'Honneur en 2002. Elle remontera en DHR en 2003.[réf. souhaitée]
Lors de la saison 2007/2008, l'équipe réserve effectue un beau parcours au niveau régional et monte en PH alors que l'équipe première est reléguée en DHR.
Lors de l'exercice 2008/2009, c'est l'arrivée, importante de Jean Marc Gonnord à la présidence du club. En 2010, fait signer Xavier Benaud comme entraîneur général du club.
Cette même année, c'est la création de l’entente avec l'Espérance de Terves au niveau des jeunes. 
Lors de la saison 2010/2011, l’équipe fanion remonte en Division d'Honneur alors que l'équipe réserve descend en Promotion de Ligue.
La saison suivante, l'équipe 3, coaché par Nahcer CHekraoui, est finaliste de la coupe Saboureau mais s'incline 2-1 contre Pompaire à Ardin. Quant aux U15 qui évoluent en PH, ces derniers accèdent à la DH.
Lors de l'exercice 2012/2013, toutes les équipes se maintiennent à leur niveau. 
La saison 2013/2014 est historique pour le FCB. L’équipe fanion accède, pour la 1re fois de son histoire, en CFA 2. L’équipe 2 accède en Promotion d'Honneur de la Ligue du Centre-Ouest de football, l’équipe 3 en 3e division départementale, les moins de 19 ans accèdent en DH et les moins de 15 ans en honneur. Les entraîneurs sont : Xavier Benaud, Stéphane Gaillard, Éric Baudry, Jacky Paulet et Dimitri Baluteau.
Cette même année, le FCB remporte, pour la 1re fois, la Coupe du Centre-Ouest. Le capitaine et enfant du pays, formé au club, Pascal Caillé, soulève la coupe avec une grande joie ! 
L’équipe fanion aura également joué un 32e de finale de la coupe de France contre Sochaux (Ligue 1), se soldant malheureusement par une défaite 0-3, cette saison-là. 
2014/2015 : Le seul changement que connait le club sera l’entraîneur de la réserve qui évolue en PH. Stéphane Gaillard ayant décidé de prendre du recul, c’est Fabien Roulet qui prendra la tête de cette équipe.
Le FC Bressuire atteint les 16e de finale de la coupe de France contre Le Poirée sur Vie (National), défaite 0-1, après avoir éliminé le FC Istres (National) sur le score de 2-1 au 8e tour, puis le SC Amiens (National) sur le score de 2-1 en 32e de finale.
En 2016, l'équipe réserve de Fabien Roulet et Fred Jolly (adjt) remporte le championnat de PH et accède à la DHR, niveau où était l’équipe 1re lors de la saison 2010/2011.
Les joueurs d’Eric Baudry (équipe 3) montent en 2e division départementale.
Les U11, coachés par Sébastien Audebeau, terminent vainqueurs  de la phase finale.
À la fin de l'exercice 2021/2022, l'équipe fanion est reléguée en Régional 1.

## Identité du club

### Logos

Logo de 2016 à 2019.
Logo depuis 2019.

## Palmarès
- Championnat de division d'honneur centre-ouest
  - Champion[4],[5] : 2014

- Coupe de la ligue du centre-ouest (2)
  - Vainqueur[6] : 2014

## Championnats disputés
| Niveau I           | Niveau II          | Niveau III          | Niveau IV      | Niveau V         | Niveau VI        | Niveau VII       | Niveau VIII     |
| Division 1         | Division 2         | Division 3          | Division 4     | DH Centre-Ouest  | DHR Centre-Ouest |                  |                 |
| ------------------ | ------------------ | ------------------- | -------------- | ---------------- | ---------------- | ---------------- | --------------- |
|                    |                    |                     |                | 1983-1987        |                  |                  |                 |
|                    |                    |                     |                |                  | 1987-1990        |                  |                 |
|                    |                    |                     |                | 1990-1993        |                  |                  |                 |
| Division 1/Ligue 1 | Division 2/Ligue 2 | National 1/National | National 2/CFA | National 3/CFA 2 | DH Centre-Ouest  | DHR Centre-Ouest | PH Centre-Ouest |
|                    |                    |                     |                |                  | 1993-2000        |                  |                 |
|                    |                    |                     |                |                  |                  | 2000-2002        |                 |
|                    |                    |                     |                |                  |                  |                  | 2002-2003       |
|                    |                    |                     |                |                  |                  | 2003-2006        |                 |
|                    |                    |                     |                |                  | 2006-2008        |                  |                 |
|                    |                    |                     |                |                  |                  | 2008-2011        |                 |
|                    |                    |                     |                |                  | 2011-2014        |                  |                 |
|                    |                    |                     |                | 2014-2017        |                  |                  |                 |
| Ligue 1            | Ligue 2            | National            | National 2     | National 3       | Régional 1       | Régional 2       | Régional 3      |
|                    |                    |                     |                | 2017-            |                  |                  |                 |

- Championnat national professionnel
- Championnat national professionnel et amateur
- Championnat national amateur
- Championnat régional amateur
- Championnat départemental amateur
- Pas de promotion/relégation

## Personnalités

### Entraîneurs
- 1965-1970 :  Camille Ninel

### Joueurs
- Laurent Cadu
- Stéphane Grégoire
- Gilles Rampillon
- Brahima Traoré

## Sources et liens externes
- Ressource relative au sport :   - FBref
- Site du club
- La fiche du club sur le site de la Ligue de football Nouvelle Aquitaine
- La fiche du club sur le site du District de football des Deux-Sèvres
- Archives de la Ligue du Centre-Ouest de football
- Le palmarès du Championnat DH du Centre-Ouest sur le site footballenfrance.fr